# Lyle Waggoner
Lyle Wesley Waggoner, född 13 april 1935 i Kansas City, Kansas, död 17 mars 2020 i Westlake Village, Kalifornien, var en amerikansk skådespelare, skulptör, programledare, husvagnsförsäljare och modell. 
Waggoner var känd för sin medverkan i TV-serien The Carol Burnett Show (1967-1974) och sin roll som Steve Trevor och Steve Trevor Jr. i TV-serien Wonder Woman (1975-1979).

## Filmografi i urval
- 1966 – Krutrök (TV-serie) (1 avsnitt)
- 1967 – Lost in Space (TV-serie) (1 avsnitt)
- 1967–1974 – The Carol Burnett Show (TV-serie) (182 avsnitt)
- 1975–1979 – Wonder Woman (TV-serie) (60 avsnitt)
- 1979–1982 – Kärlek ombord (TV-serie) (3 avsnitt)
- 1980 – Charlies änglar (TV-serie) (1 avsnitt)
- 1980–1983 – Fantasy Island (TV-serie) (3 avsnitt)
- 1980–1984 – Gänget och jag (TV-serie) (2 avsnitt)
- 1981 – Mork och Mindy (TV-serie) (1 avsnitt)
- 1984–1993 – Mord, mina herrar (TV-serie) (3 avsnitt)
- 1986 – The New Mike Hammer (TV-serie) (1 avsnitt)
- 1986 – Simon & Simon (TV-serie) (1 avsnitt)
- 1990 – Pantertanter (TV-serie) (1 avsnitt)
- 1995 – Cybill (TV-serie) (1 avsnitt)
- 1996 – Ellen (TV-serie) (1 avsnitt)
- 1999 – That '70s Show (TV-serie) (1 avsnitt)
- 2005 – The War at Home (TV-serie) (1 avsnitt)